# Mina Aoe
Mina Aoe (青江三奈; 7. května 1941–2. července 2000) byla japonská zpěvačka žánrů enka, jazz a balad z éry Šówa. Její skutečné jméno bylo Šizuko Suzuki (roz. Ihara). Pro svůj pronikavý hlas si získala přezdívku „Královna blues“.

## Život
Narodila se ve čtvrti Kótó v Tokiu, v části Minamisuna. V roce 1947 nastoupila na Základní školu Minamisuna Daiiči, roku 1953 na Nižší střední školu Minamisuna Daiičii a v roce 1956 na Vyšší střední školu Tokyo Seitoku. Po absolvování střední školy v roce 1959 pracovala v Obchodním domě Seibu. Poté se stala klubovou zpěvačkou a začala zpívat v Ginpari a v dalších hudebních podnicích.
Umělecké jméno Mina Aoe je inspirováno jménem zpěvačky, která je hrdinkou románu Extáze (恍惚) od autora Kóhana Kawaučiho.
Debutovala v roce 1966 skladbou Extatické blues (恍惚のブルース), která se stala hitem. Její bluesové balady a zastřený hluboký hlas si získaly popularitu mezi širokou veřejností.
V roce 1968 vyšla skladba Blues z Isezaki (伊勢佐木町ブルース), která je známá pro úvodní „sexy povzdechy“. Prodalo se jí přes 1 milion kopií. Blues z Nagasaki (長崎ブルース) také zaznamenal přes 1 milion kopií. Aoe následně obdržela několik hudebních cen.
Roku 1969 se stala největším hitem píseň Noc v Ikebukuru (池袋の夜), prodalo se přes 1,5 milionu kopií. Aoe se stala nejprodávanější mezi japonskými zpěvačkami a zpěváky za rok 1969.
Zhruba v této době debutoval u stejného hudebního vydavatele zpěvák balad enka Šin'iči Mori, také pověstný pro svůj chraplavý hlas (Mori a Aoe byli přezdíváni „vzdychající spojení“ nebo ため息路線). V roce 1968 Aoe hrála ve filmu Irezumi muzan společnosti Šóčiku. Do roku 1971 se objevila ve vedlejších rolích ve více než 10 filmech.

### Pozdější život
Přestože v 70. letech ztratily její skladby popularitu, její singl Jokohama mirensaka, vydaný v roce 1982, získal cenu Japonské asociace hudební kompozice. V roce 1984 odehrála své první vystoupení v Brazílii. Roku 1990 na 25. výročí svého debutu se stala její skladba Lady blues japonskou nahrávkou roku. Nadále aktivně vystupovala na koncertech a v televizi.
Od šedesátých do osmdesátých let šestnáctkrát po sobě účinkovala ve významné hudební soutěži japonské televize NHK Kóhaku uta gassen (Hudební bitva mezi rudými a bílými). Celkově se v této soutěži objevila osmnáctkrát, naposledy v roce 1990 s písní Extatické blues (恍惚のブルース) na připomínku skladatele Kuranosuke Hamagučiho.
V roce 1990 uspořádala svůj první recitál k 25. výročí svého debutu. V roce 1991 vydala duet Rámen blues s imitátorem Akirou Šimizuem. V roce 1993 vydala své první jazzové album THE SHADOW OF LOVE a také uspořádala živé vystoupení v New Yorku. Jako zpěvačka vystupovala v televizi NHK až do roku 1999.

### Boj s nemocí a úmrtí
Na podzim roku 1998 jí byla diagnostikována rakovina slinivky. Ačkoli trpěla velkými bolestmi, pokračovala ve vystupování bez rušení koncertů. Účinkovat přestala po koncertě na Šibuji 23. ledna 1999 a koncem ledna byla hospitalizována v tokijské nemocnici.
Po zhruba třech měsících v nemocnici a devítihodinové úspěšné operaci byla 24. dubna 1999 propuštěna z nemocnice. Po propuštění z nemocnice se pokusila vrátit ke své pěvecké kariéře během stále probíhající léčby, ale v únoru 2000 se její zdravotní stav opět zhoršil a byla znovu hospitalizovaná pro metastazování nádoru. Následně byla opakovaně hospitalizována a propouštěna z nemocnice, až nakonec 2. července 2000 zemřela ve věku 59 let na následky rakoviny slinivky.
V Isezaki ve městě Jokohama byla na počest její písně Blues z Isezaki (伊勢佐木町ブルース) umístěna pamětní deska.

## Osobní život

### Před debutem
Byla nejmladší z pěti dětí a její rodina provozovala obchod s oblečením. Měla přátelskou a pohodovou povahu. Protože všichni její bratři milovali hudbu, Aoe přirozeně přilnula ke zpěvu a na základní škole zpívala ve sboru, čímž se často chlubila fotkami ve vysílání televize NHK. Během středoškolského výletu nedodržela zákaz vycházení. Jako středoškolačka snila o tom, že se stane zpěvačkou a docházela na hodiny zpěvu. Po škole však začala pracovat v obchodě s kosmetikou v obchodním centru v Ikebukuru, protože neměla příležitost debutovat.
Zlom nastal, až když si s kamarádkou vyjela k moři a v Šónanu shodou okolností potkala skladatele Reidžiho Hanu. Hana začal Aoe učit zpívat různé žánry včetně jazzu, šansonu a balad enka. Poté Aoe prošla konkurzem v podniku jménem Ginpari a začala zpívat jako klubová zpěvačka v Ginze, Jokohamě a jinde.
Následně její zpěv uslyšel ředitel tehdejších Victor Records a Aoe u tohoto vydavatelství roku 1966 debutovala s hitem Extatické blues (恍惚のブルース).

### Vztah s Reidžim Hanou
Skladatel Reidži Hana složil pro Aoe mnoho písní, zároveň byli partneři v soukromém životě. V showbyznysu existovala však domněnka, že když má celebrita partnera, méně se prodává, takže svůj vztah utajovali.
Roku 1981 se s ním Aoe po 16 letech rozešla. Po rozchodu s Hanou se zpěvu věnovala ještě intenzivněji a začala vystupovat i mimo Japonsko. 
Nicméně v únoru 2000, po metastázování nádoru, Aoe Hanu kontaktovala a požádala ho, aby se vrátil. Dva měsíce před smrtí Aoe se vzali na jejím nemocničním lůžku.

### Ostatní
- V roce 1978 si nechala postavit sídlo s bazénem v tokijském Meguru, kde žila až do svých pozdních let. Po rozchodu s Hanou v roce 1981, do doby, než se dali znovu dohromady roku 2000, žila v tomto domě se svou služebnou.
- Díky hitu Blues z Isezaki (伊勢佐木町ブルース) se Aoe stala čestnou občankou tohoto města.[2]
- Ve volném čase často hrála madžong a golf.[2]
- Milovala cestování. Během cest po Japonsku se obvykle věnovala golfu a navštěvování japonských lázní onsen. Na Nový rok jezdívala na Havaj a během letních prázdnin do Paříže.[2]
- Podpořila svoji imitátorku, zpěvačku Minu Akae, která je aktivní hlavně na Hokkaidu, slovy „Držím ti jako své mladší sestře a Mině Aoe z Hokkaida palce“.[2]